# Hackschnitzelheizung
Als Hackschnitzelheizung wird eine Heizanlage bezeichnet, die mit Holzhackschnitzeln als biogenem Festbrennstoff betrieben wird. Größere Heizanlagen für Hackschnitzel, die Wärmenetze oder Großabnehmer beliefern, werden als Hackschnitzelheizwerke bezeichnet.

## Verfahren
Ähnlich wie bei Pelletheizungen wird der Brennstoff periodisch angeliefert und mittels Zuführeinrichtungen automatisch bedarfsgemäß in die Brennkammer eingebracht. Für die Verbrennung kommen die bei Holzheizungen üblichen Festbettfeuerungen zum Einsatz. Mit der erzeugten Wärme wird Wasser aus dem Heizkreislauf im Kessel der Hackschnitzelheizung erwärmt. Die Wärmeverteilung erfolgt genauso wie bei anderen Systemen der Zentralheizung durch das erwärmte Wasser. Anders als bei Öl- oder Gasheizungen muss bei Hackschnitzelheizungen ein Warmwasserspeicher in das Heizsystem eingebunden werden, der die im Brennvorgang erzeugte Wärme bis zur Wärmeanforderung durch das Heizsystem verlustarm speichert.

### Brennstofflagerung und -zuführung
Je nach Anforderungen der Heizanlage an die Brennstoffqualität werden die Holzhackschnitzel frisch bis feucht oder in einer Hackschnitzeltrocknungsanlage vorgetrocknet angeliefert und in der Regel unter Dach, teilweise jedoch auch unter Vlies bzw. Folie oder offen im Freien gelagert. Der benötigte Lagerraum für Hackschnitzel ist relativ groß. Im Vergleich zu Öl benötigen Hackschnitzel etwa das zehnfache Lagervolumen, jedoch mit geringerem Aufwand für den Raum, da Hackschnitzel keine wassergefährdenden Stoffe sind. Im Vergleich zu Pellets muss bei Hackschnitzeln etwa der dreifache Lagerraum gerechnet werden, da diese eine geringere Schüttdichte aufweisen.
Die Austragung des Brennstoffs aus dem Hackschnitzellager wird durch verschiedene technische Systeme wie Schnecken, Rührräder mit Schneckenförderer oder Schubböden erleichtert, die Zuführung zur Brennkammer erfolgt in der Regel über Schneckenförderer. Für ungleichmäßige Qualitäten kommen auch hydraulische Zuführungssysteme mit Förderkolben zum Einsatz, die überstehendes Material durchtrennen können und daher weniger störanfällig sind. Die zugeführte Brennstoffmenge regelt die Heizanlage in Abhängigkeit vom Wärmebedarf des Heizsystems.

### Feuerung
Die als Festbettreaktor ausgeführte Feuerungsanlage wird automatisch mit Brenngut versorgt. Dabei wird der Brennstoff entweder seitlich (Quereinschubfeuerung) oder von unten (Unterschubfeuerung) in den Brennraum eingebracht. Bei sehr einheitlichen Hackschnitzelqualitäten (gesiebt) sind auch Abwurffeuerungen möglich, bei denen die Hackschnitzel von oben in den Brennraum fallen.
Die Steuerungs- und Regelungstechnik der Anlage führt den Brennstoff schrittweise in der Menge zu, die der benötigten Wärmeabgabe entspricht. Je nach Ausführung werden die zugeführten Hackschnitzel entweder mit Heißluftgebläsen automatisch entzündet, oder es wird im Brennraum dauerhaft ein Glutbett erhalten.
Die anfallende Asche fällt in einen Aschekasten. Vor allem bei der Verwendung aschereicher Brennstoffe wie Hackschnitzel mit hohem Rindenanteil werden auch Ascheaustragssysteme eingesetzt, bei denen die Brennrückstände mittels Förderschnecken in Sammelbehälter transportiert werden.

### Wärmeübertragung und -speicherung
Ebenso wie bei der Verwendung anderer Brennstoffe erhitzt die Verbrennung des Energieträgers im Kessel das Wasser, das als Wärmeüberträger eines Heiz- und/oder Warmwassersystems dient und die Wärmeenergie über Pumpen und Rohrleitungen an den Ort des Verbrauchs transportiert. Da eine weitestgehend vollständige Verbrennung der Hackschnitzel nur im Regelbetrieb möglich ist und während der Aufwärm- und der Ausbrandphase bei Kesseln mit Stahlbrennkammern größere Verluste und höhere Emissionen entstehen, wird das erwärmte Wasser wie bei Scheitholzheizungen in der Regel zunächst in einen Wärmespeicher geleitet, von wo es von den Verbrauchern je nach Bedarf abgerufen wird. Bei Kesseln mit vollschamottierter Brennkammer und Lambdasondenregelung ist ein Wärmespeicher nicht zwingend erforderlich, da dieser auch im langfristigen Teillastbetrieb bei gleichzeitig niedrigen Emissionen betrieben werden kann.

### Messung, Steuerung und Regelung
Die Mess-, Steuer- und Regeltechnik der Hackschnitzelheizung ist in der Regel aufwändiger als die vergleichbarer Heizsysteme mit fossilen Brennstoffen. Zum einen erfordert die Einbindung eines oder mehrerer Wärmespeicher eine Regelung der Warmwasserspeicherung, -abgabe und -nachlieferung, zum anderen ist die Regelung von Brennstoffzufuhr, Brennluftzufuhr und Feuerung aufwändiger, unter anderem da der Brennstoff weniger einheitlich ist als Erdöl oder Erdgas.

### Sicherheitseinrichtungen
Wegen der Besonderheiten des Brennstoffs verfügen Hackschnitzelheizungen über andere Sicherheitseinrichtungen als Öl- oder Gasbrenner. So ist die Brennstoffzuführung mit einer Rückbrandzuführung ausgestattet. Über Löschwassersysteme oder Systeme der Trennung des Stoffflusses wie Absperrschieber oder Zellenradschleusen wird verhindert, dass Feuer sich aus dem Brennraum über die Zuführung bis in das Brennstofflager ausbreitet. Unterdruckregelungen im Feuerraum verhindern das Austreten giftiger oder brennbarer Gase in den Heizungsraum. Ein Überhitzungsschutz wird durch Sicherheitswärmetauscher gewährleistet, der bei Überhitzung automatisch kaltes Wasser durch einen Wärmetauscher leitet.

### Automatisierungsgrad, Betreuung und Wartung
Moderne Hackschnitzelanlagen arbeiten weitgehend vollautomatisch. Die regelmäßigen Arbeiten an der Heizung beschränken sich auf die Befüllung des Lagers, die Entnahme der Asche und bei einfacheren Modellen die Reinigung der Rauchzüge. Wegen der geringen Uniformität des Brennstoffs ist jedoch die Störanfälligkeit höher als bei vergleichbaren Pelletfeuerungen, weshalb eine regelmäßige Kontrolle des Anlagenbetriebs vorteilhaft ist. Ebenso wie andere Anlagen werden Hackschnitzelheizungen im jährlichen Turnus gewartet.

## Leistungsbereich und Wirkungsgrad
Hackschnitzelheizungen sind in allen Leistungsbereichen ab ca. 10 kW verfügbar. Die meisten heute verfügbaren Anlagen verfügen über eine Leistungsregelung über die Brennstoff- und Verbrennungsluftzufuhr, so dass sie sowohl bei Volllast als auch bei Teillast betrieben werden können. Derzeit erreichen Hackschnitzelkessel bei Volllastbetrieb (Nennwärmeleistung) einen feuerungstechnischen Wirkungsgrad von rund 80–93 %, das ist geringfügig weniger als die Werte für Pelletkessel (85–96 %).

## Brennstoff
Hackschnitzelheizungen sind auf die Verwendung von Holzhackschnitzeln als Brennstoff ausgelegt. Je nach Anlagentechnik variieren die Anforderungen an die Brennstoffqualität. Teilweise können auch andere biogene Brennstoffe eingesetzt werden.

### Hackschnitzelqualitäten
Vor allem kleinere Anlagen benötigen für einen störungsfreien Betrieb trockene, gesiebte Ware mit definierten Größen der einzelnen Schnitzel, üblich sind hierfür Brennstoffe mit einer Teilchenlänge der Hauptfraktion von 3,15 bis 30 mm und einer Restfeuchte von weniger als 30 % (Klasse G30 S30 nach EN 14961-2). Größere Anlagen können häufig auch gröbere Ware mit größeren Abweichungen der Kantenlängen nutzen. Die Anlagen sind in der Regel auf bestimmte Feuchtebereiche des Brennstoffs ausgelegt. So sollten z. B. Anlagen zur Verfeuerung frischer Hackschnitzel mit höheren Feuchtegehalten nicht mit trockenem Material in Volllast betrieben werden, da es bei den dann herrschenden höheren Brennraumtemperaturen zu Schäden kommen kann.
Ein wichtiges Qualitätsmerkmal für die Verbrennung ist der Aschegehalt der Hackschnitzel, der maßgeblich durch den Rindenanteil beeinflusst wird. Bei hohen Aschegehalten, wie z. B. bei Material von Kurzumtriebsplantagen oder aus der Landschaftspflege (Hecke- und Strauchschnitt), erfordert der höhere Ascheanfall eine häufige Leerung des Aschekastens oder eine automatische Ascheaustragung. Mit höherem Aschegehalt einher gehen auch höhere Anforderungen an die Ausführung der Brennkammer, um Verschlackungen und eine Korrosion der Materialien zu vermeiden. Zudem steigen die Emissionen an Schadstoffen, vor allem an Feinstaub, an. Die ab 2015 geltenden Grenzwerte für Kleinfeuerungsanlagen können heute marktübliche Hackschnitzelheizungen erfüllen, wenn hochwertige, aschearme Brennstoffqualitäten verwendet werden. Andernfalls wird eine Rauchgasreinigung erforderlich.

### Brennstoffalternativen und Ergänzung
Als förder- und verbrennungstechnisch einfachere, jedoch deutlich teurere Brennstoffalternative können in Hackschnitzelanlagen auch Holzpellets eingesetzt werden, umgekehrt können Hackschnitzel jedoch in der Regel nicht für Pelletheizungen verwendet werden. Anlagen, die auf die Verwendung verbrennungs-, förder- und emissionstechnisch anspruchsvoller fester Biobrennstoffe wie Getreideverbrennung oder Halmgütern wie Stroh, Heu oder Miscanthus ausgelegt sind, können in der Regel auch mit Hackschnitzeln betrieben werden.
Die Kombination von Hackschnitzelheizungen mit der Brauchwassererwärmung und Heizungsunterstützung durch Sonnenkollektoren (Solarthermie) ist aus zwei Gründen vorteilhaft: Zum einen können die Anlagen, die bei Teillastbetrieb und kurzen Betriebszeiten oft weniger effizient arbeiten, so in Zeiten geringer Wärmeanforderung über Monate hinweg außer Betrieb genommen werden. Zum anderen ist mit dem für Hackschnitzelheizungen teilweise nötigen Pufferspeicher (vereinzelte Hersteller benötigen nicht zwingend einen Pufferspeicher) bereits ein wesentlicher Anteil der für eine Wärmeversorgung über Solarthermie nötigen Anlagen bereits vorhanden.

## Verbreitung und Entwicklung
Vor allem wegen des hohen Lagerraumbedarfs von Hackschnitzeln, aber auch wegen der im Vergleich zu anderen Brennstoffen geringen Transportwürdigkeit auf dem Landweg sind Hackschnitzelheizungen vor allem in ländlichen Regionen verbreitet. Besonders häufig sind diese Heizanlagen in Regionen mit einem hohen Waldanteil. In Bayern sind pro tausend Einwohner Hackschnitzelheizungen mit einer Leistung von 23 kW installiert, während im waldärmsten Flächenbundesland Schleswig-Holstein pro 1000 Einwohner lediglich 2 kW liefen (Stand: 2009).
In den letzten Jahren hat sich der Anteil an Hackschnitzelheizungen erhöht. Die Marktentwicklung bleibt jedoch deutlich hinter den starken Zuwächsen bei den Pelletheizungen zurück. Der größte Mengenanteil der produzierten Hackschnitzel zur energetischen Verwertung wird derzeit von Biomasseheizwerken und Biomasseheizkraftwerken verbraucht.

## Wirtschaftlichkeit
Hackschnitzelheizungen sind im Vergleich zu Öl- oder Gasheizungen derzeit ab einem Leistungsbedarf von 20 kW wirtschaftlich sinnvoll und eignen sich deshalb vorzugsweise für größere Altbauten, Mehrfamilienhäuser oder Gebäudekomplexe. Die Anschaffungskosten sind in der Regel deutlich höher als bei herkömmlichen Öl-, Pellet- oder Gasheizanlagen. Die Brennstoffkosten hingegen sind sehr viel niedriger als bei letztgenannten. Der Zeitraum, nach der sich die Investition in eine Hackschnitzelheizung finanziell auszahlt, ist daher stark von der Relation der Rohstoffmarktpreise abhängig.
Im Vergleich zu Öl- oder Gasheizanlagen wird für den Betrieb mehr elektrische Energie benötigt, z. B. für den Antrieb des Rührwerkes, die Förderschnecke und die automatische Aschenaustragung.

### Förderung
Die Investition in automatisch beschickte Hackschnitzelheizungen wird von der Bundesregierung erheblich gefördert. Das Bundesamt für Wirtschaft und Ausfuhrkontrolle (BAFA) gewährt Investitionszuschüsse von 1.400 € pro Anlage zwischen 5 und 100 kW Leistung. Größere Heizungen werden über die Kreditanstalt für Wiederaufbau (KfW) mit Investitionszuschüssen gefördert. Zusätzliche Förderungen gewähren die Programme, wenn die Anlagen in energieeffizienten Gebäuden errichtet werden oder gleichzeitig eine Solaranlage zur Warmwassererzeugung errichtet wird.

## Nachhaltigkeit
Hackschnitzelheizanlagen gelten im Vergleich zu Heizanlagen für fossile Brennstoffe als umweltverträglich. Die Menge an CO2, die bei der Verbrennung von Hackschnitzeln freigesetzt wird, entspricht genau der Menge CO2, die beim Wachstum der Hölzer in diese eingebunden wurde. Auch bei Einberechnung der CO2-Freisetzung durch Waldbewirtschaftung, Transporte, Aufbereitung, Stromverbrauch der Heizung usw. („graue Energie“) erzeugen Hackschnitzel bei nachhaltiger Waldbewirtschaftung deutlich weniger klimarelevante Emissionen als fossile Energieträger.
Durch den Einsatz des biogenen Energieträgers Holzhackschnitzel wird die Abhängigkeit von fossilen Energieträgern reduziert. Zudem kann im Unterschied zu fossilen Brennstoffen bei der Nutzung von Holzhackschnitzeln auf regional erzeugte Brennstoffe zurückgegriffen werden. Die Ausgaben für den Brennstoff bleiben dann weitgehend in der eigenen Region und erhöhen dort die Wertschöpfung.
Ein nicht zu unterschätzender Beitrag zur Nachhaltigkeit liegt zudem in der Wald- und Landschaftspflege. Bei üblicher Verwendung werden Schad- oder Bruchholz wie etwa Borkenkäferholz, gebrochene/abgeerntete Baumwipfel oder verdorrtes, nicht weiter verwendbares Holz sowie spezielles Energieholz zur Hackschnitzelgewinnung verwendet. Das Ergebnis ist – ähnlich wie in der Landwirtschaft – die Pflege der Kulturflächen sowie die Nachsaat geschädigter, abgestorbener oder abgeernteter Waldflächen. Dadurch wird das Gleichgewicht zwischen kommerzieller/privater Nutzung und Pflege der Kulturlandschaft hergestellt.
Neben der Nachhaltigkeit trägt die Waldpflege enorm zur Sicherheit im Wald bei (herabstürzende Äste, umkippende Bäume etc. werden beseitigt / bei Schädlingsbefall wird die notwendige Vernichtung der befallenen Bäume einer sinnvollen Nutzung zugeführt).

## Emissionen
Die Emissionen von Kohlenmonoxid, flüchtigen organischen Kohlenwasserstoffen, Stickoxiden und Staub in den Rauchgasen liegen über denen von Heizöl- oder Gaskesseln, jedoch z. B. weit unter denen von Kaminöfen alter Bauart. Die Schadstoffemissionen moderner Hackschnitzelheizungen liegen weit unter den aktuellen Grenzwerten, auch nach der Absenkung der Abgaswerte im Jahr 2015 gemäß 4. BImschV können die Anlagen die Grenzwerte einhalten. Bei schlechter Brennstoffqualität oder mangelhafter Wartung allerdings können die Abgasemissionen stark ansteigen.
Durch Systeme zur Rauchgasreinigung können die Emissionen weiter reduziert werden. In größeren Heizanlagen für Hackschnitzel, die den schärferen Abgasbestimmungen der TA Luft unterliegen, kommen Filtersysteme für Feinstaub und Stickoxide zum Einsatz. Für Hackschnitzelheizungen unter 100 kW sind erste Systeme zur Abgasreinigung für Feinstaub auf dem Markt.

### Elektrostatischer Filter zur Feinstaubreduzierung
Mittlerweile ist auch eine Biomasseheizung mit integriertem Feinstaubfilter am Markt erhältlich. Der Feinstaubfilter ist als elektrostatischer Staubfilter konzipiert. Er befindet sich in den letzten Rauchgaszügen der Hackschnitzelheizung. Gesteuert wird der elektrostatische Feinstaubfilter durch die bestehende Regelung der Biomasseheizung. Der Vorteil eines integrierten Feinstaubfilters liegt in der kompakten Bauweise, da weder ein zusätzlicher Platz für den elektrostatischen Feinstaubfilter noch eine externe Regelung für diesen benötigt wird.
Die Biomasseheizung mit elektrostatischen Filter zur Feinstaubreduzierung wurde auch durch den TÜV Süd nach der EN 303-5:2012 einer Prüfung unterzogen. Der in der Hackschnitzelheizung Biokompakt „ECO 80 E“ integrierte elektrostatische Feinstaubfilter erreichte während dieser TÜV-Prüfung bei der Volllast einen Staubwert von 0,9 mg/MJ und bei der Teillast sogar einen Staubwert von weniger als 0,1 mg/MJ.